# Eunomarcha glycinopis
Eunomarcha glycinopis är en fjärilsart som beskrevs av Edward Meyrick 1923. Eunomarcha glycinopis ingår i släktet Eunomarcha och familjen stävmalar. Inga underarter finns listade i Catalogue of Life.